# NanoCAD
nanoCAD — проприетарная базовая система автоматизированного проектирования под Windows, предназначенная для разработки и выпуска рабочей документации (чертежей), разработки российской компании ООО «Нанософт разработка». С 23 октября 2023 г ООО «Нанософт разработка» выпустила в коммерцию платформу nanoCAD под Linux (Astra Linux, Alt Linux, РЕД OC).
Обладает AutoCAD-подобным интерфейсом и напрямую поддерживает формат DWG (с помощью библиотек Teigha, разработчик Open Design Alliance). Относится к классу САПР-платформ, так как содержит и развивает в первую очередь базовые классические САПР-функции, а на её основе через открытый API могут создаваться специализированные приложения для выполнения различных узкоспециализированных проектных задач (машиностроительные, строительные, инженерные, землеустроительные и т. д.). Дополнительно САПР-платформа nanoCAD Plus расширяется модулями для трёхмерного моделирования (как на базе геометрического ядра ACIS (Spatial, США), так и на базе C3D (АСКОН, C3D Labs, Россия), для наложения двухмерных зависимостей (Ледас, Россия) и для работы с данными трехмерного сканирования (Нанософт разработка, Россия)